# طواف إيطاليا 1957
طواف إيطاليا 1957 هو سباق دراجات هوائية أقيم في إيطاليا بتاريخ 18 مايو - 9 يونيو، تكون السباق من 21 مرحلة وامتدّ لمسافة 3926.7 كم بسرعة 37.488 كم/س، استغرق السباق 104 ساعة 45 دقيقة 06 ثانية. فاز به الإيطالي غاستوني نينسيني وحلّ ثانيا ليسون بوبيت.

## الترتيب
| م                     | الدرّاج          | البلد   | الزمن                      |
| --------------------- | --------------- | ------- | -------------------------- |
| الفائز بالترتيب العام | غاستوني نينسيني | إيطاليا | 104 ساعة 45 دقيقة 06 ثانية |
| الثاني                | ليسون بوبيت     | فرنسا   |                            |
| الفريق                | لنيانو          |         | -                          |